# Unió Esportiva Santa Coloma
Maillots
Actualités
L'Unio Esportiva Santa Coloma est un club andorran de football basé à Andorre-la-Vieille.

## Histoire
Le club remporte le championnat d'Andorre en 2024 ce qui le qualifie pour la première fois en Ligue des champions. Le club s'impose aux tirs au but contre le KF Ballkani lors du premier tour. L'UE Santa Coloma s’incline lors du deuxième tour de qualification face au FC Midtjylland (score cumulé, 4-0).

## Bilan sportif

### Palmarès
- Championnat d'Andorre (1)
  - Champion : 2024
  - Vice-champion : 2010, 2014 et 2022

- Coupe d'Andorre (4)
  - Vainqueur : 2013, 2016, 2017 et 2024
  - Finaliste : 2010 et 2011

- Supercoupe d'Andorre (2)
  - Vainqueur :  2016 et 2024
  - Finaliste : 2013, 2017

- Championnat d'Andorre de deuxième division (1)
  - Champion : 2008

### Bilan européen
Légende
- Victoire ou qualification pour le tour suivant
- Match nul
- Défaite ou élimination de la compétition

Note : dans les résultats ci-dessous, le score du club est toujours donné en premier
| Saison    | Compétition             | Tour             | Club                 | Domicile | Extérieur | Total             |
| --------- | ----------------------- | ---------------- | -------------------- | -------- | --------- | ----------------- |
| 2010-2011 | Ligue Europa            | Premier tour Q   | Mogren Budva         | 0 - 3    | 0 - 2     | 0 - 5             |
| 2011-2012 | Ligue Europa            | Premier tour Q   | Paksi SE             | 0 - 1    | 0 - 4     | 0 - 5             |
| 2012-2013 | Ligue Europa            | Premier tour Q   | FC Twente            | 0 - 3    | 0 - 6     | 0 - 9             |
| 2013-2014 | Ligue Europa            | Premier tour Q   | Zrinjski Mostar      | 1 - 3    | 0 - 1     | 1 - 4             |
| 2014-2015 | Ligue Europa            | Premier tour Q   | Metalurg Skopje      | 0 - 3    | 0 - 2     | 0 - 5             |
| 2016-2017 | Ligue Europa            | Premier tour Q   | Lokomotiva Zagreb    | 1 - 3    | 1 - 4     | 2 - 7             |
| 2017-2018 | Ligue Europa            | Premier tour Q   | NK Osijek            | 0 - 2    | 0 - 4     | 0 - 6             |
| 2022-2023 | Ligue Europa Conférence | Premier tour Q   | Breiðablik Kópavogur | 0 - 1    | 1 - 4     | 1 - 5             |
| 2024-2025 | Ligue des champions     | Premier tour Q   | KF Ballkani          | 1 - 2    | 2 - 1 ap  | 3 - 3 (6 - 5 tab) |
| 2024-2025 | Ligue des champions     | Deuxième tour Q  | FC Midtjylland       | 0 - 3    | 0 - 1     | 0 - 4             |
| 2024-2025 | Ligue Europa            | Troisième tour Q | FK RFS               | 0 - 2    | 0 - 7     | 0 - 9             |
| 2024-2025 | Ligue Conférence        | Barrages Q       | Víkingur Reykjavik   | 0 - 0    | 0 - 5     | 0 - 5             |